# 男塾 (架空の学校)
男塾（おとこじゅく）は、宮下あきら原作の漫画『魁!!男塾』およびその続編作品『天より高く』『曉!!男塾 青年よ、大死を抱け』『極!!男塾』『真!!男塾』に登場する架空の学校。

## 学校制度
男塾とは、創立300年以上の歴史を持つ東京都にある全寮制の私塾（『天より高く』や『暁!!男塾』、『真!!男塾』では江田島が戦後になって創立したとする説明もある）。全国の不良少年たちを集めて鍛え上げ、次世代のリーダーを育てていくことを教育目標としている。作中では塾長の江田島平八が女人禁制と言っているため男子校であることが分かるが、過去に一人だけ女子生徒がいたため、女子に入学資格がある時期があった様子。
校長は塾長、教員は教官、生徒を塾生と呼ぶ。塾生の学年は、海軍兵学校（海兵）同様に、○号生と称している。ただし、一号生が最年少学年となっており、学年呼称の順序は海兵とは逆となっている。
授業カリキュラムは独自色が強く、戦前の軍国主義を彷彿とさせる過激なスパルタ教育が一番の特徴であり、中にはギロチンや毒薬など生徒が死にかねない授業もあり、敷地内には在学中に亡くなった生徒の墓や慰霊碑が多数存在している。また、国語や数学、英語といった一般教養についても、内容は小学生レベルだが一応存在している模様。
学校内の規則に於いても普通の学校には見られない独自の規則があり、軍歌、君が代および塾歌以外の歌を歌うことは禁止、下着はふんどし以外厳禁など厳しい規則がある。ただしファッションやメイクに関しては自由なようで、サングラスやピアスの着用や染髪も問題視されていない。特に髪型については全く規制が無いようで、長髪、角刈り、リーゼント、パンチパーマ、モヒカン刈りなどの髪型の塾生が多く登場。また、赤石剛次やほとんどの三号生は、学ランの袖を切って袖無しにしている。『暁!!』では、携帯電話やパソコンといった文明の利器も厳禁であることが明かされた。ただし、テレビの持ち込みおよび視聴はOKであり、『暁!!』にて塾生や寮長の部屋にテレビが置いてある様子が描かれている。
塾長によると、授業料をきちんと納めている塾生は一人もいないことや、後述の男塾名物（直進行軍など）による損害賠償も発生しかねない状況であることから、男塾の経営はいつも赤字状態とされている。しかし塾長や教官らによる強制的な授業料の取り立ては行われていない模様。その代わりに、後述の「殺シアム（アニメ版では巌流島）」や「愕怨祭」といった過激な見世物をたまに開催し、一般人から見物料を集めることがある。
塾生である以上教官の命令は絶対服従と詠っているが、塾生側から教官へ質問をしたりアドバイスを要求することは認められている。また、塾生間では「奴隷の一号・鬼の二号・閻魔の三号」とまで言われる絶対的な封建主義のもと、厳しい上下関係があり、その厳しさは三号生、二号生が何かしらの理由で一号生を殺害しても（勿論、三号生が二号生を殺害しても）問題視されていないほか、教官側も生徒間の揉め事に対しては「男は生死を賭けた戦いの中で磨かれていく」という方針から介入しようとはしないため、前述の過酷な授業内容も含めると在学中に生徒が死亡することも日常茶飯事となっており、塾長自身も「生きて男塾を卒業できるかは度胸と運次第」と公言している。ただし、逆に下級生が上級生へ反逆を起こしたり、度の過ぎた行動を取った場合は教官が介入し、何かしらの処分が下されることもある。
三号生に対しては実質的に教官たちでも手を出すことができず、指示を出せるのは塾長のみである。三号生は、天動宮を拠点にして活動しており、遠征と称して日本各地で抗争を繰り広げている。
「殺シアム」を開催した際、その過激な内容について一般人から「男塾ならやりかねない」などと恐れられている一面もあるが、「愕怨祭」には多くの一般客が訪れているなど地域にはそれなりに溶け込んでいる模様。その一方で江田島は顔見知りの警官が訪れた際に「タレント養成校である」と誤魔化したこともある。
『私立極道学園2011』では男塾は廃校、長い歴史に幕を閉じている。そして男塾のあった土地に敢闘精神の隆盛を願うべく「江田島記念格闘技館」を設立し、王大人をはじめとする男塾OBにより、江田島の魂と意志を後世に伝える武闘式法事「天下無双忌」を開催している。しかし、天下無双忌において江田島が生きていることが判明した。
倉庫には戦車や震電、大砲などが眠っており、有事の際に塾長が持ち出すことがある。

## 男塾名物
世間一般の学校行事や特別授業にあたるものだが、その中身は、古今東西の拷問や決闘法を用いたもの（民明書房によると）である。入塾前の秀麻呂が油風呂について知っていたことから、外部に情報が伝えられているものもある。

### 主な名物
直進行軍（ちょくしんこうぐん）
棒を倒し、倒れた方角に向かってひたすら直進するもの。たとえ障害物があっても迂回することは許されず、時には家屋の壁を破壊したり、電柱を登る、下水路を進む、告別式の会場を破壊するなど、徹底して直進する。アニメ版では直進中に破壊した暴力団事務所が、秀麻呂の父親が率いる極悪組だったことで、結果的に彼の入塾につながる出来事になった。特例として教官が指定一名を除いて迂回して良いとしたり、教官が行軍をこれまでと宣言すれば終了となる。
油風呂（あぶらぶろ）
油を満たしたタライを火にかけ、その中に入り、笹舟に浮かべた蝋燭が消えるまで浸かるというもの。熱さを我慢できずにうかつに動くことは、蝋燭が乗った笹舟を倒し油に引火することになるため、極限の根性が要求される。飛行帽が言うには、富樫が成功するまでには、男塾で成し遂げたものは五人といなかった。
剣山地獄腕立て伏せ（けんざんじごくうでたてふせ）
腹の下に剣山を敷き、背中に石板を乗せた状態で腕立て伏せを数百回行う。
アニメでは「男塾名物 火炎地獄背筋（かえんじごくはいきん）」に変更されている。目の前にバーナーを置いた状態で背筋を行う。鬼ヒゲがスイッチを押すことでバーナーから火が吹く仕組みになっており、体を反らすタイミングが遅れると顔が丸焼けになる。
竹林剣相撲（ちくりんけんずもう）
周囲を剣山で囲まれた土俵で行われる荒相撲。西太后が奴隷に取らせていたといわれる。男根寮寮長である権田馬之助によって執り行われた際に男塾男根寮名物と語られているが、江田島によって毎朝行われる授業内容決定の儀式・奉弓の儀のメニューにもその名が見受けられる。
魍魎サバイバル（もうりょうサバイバル）
各班五名ずつで夜のサファリパークに侵入し、猛獣共が放し飼いにされる中で一夜を明かすという遠足。合同リクリエーションという名目で二号生によって引率される。原作では各班の最大人数は5人までだったが、アニメでは3人に減少した。
義呂珍（ぎろちん）
刃を結びつけたロープを処刑者自らの口にくわえさせるギロチン。赤石が江戸川と富樫の二名に対して実行し、これを阻害した桃と赤石の間に因縁が発生したことから殺シアムでの対決へと発展した。アニメ版では岩義呂珍と呼ばれギロチンの刃が岩へと変更されている。
殺シアム（コロシアム）
古代ローマ時代のコロッセオを思わせる真剣勝負。江田島は、桃と赤石の対戦を一般公開して得た興行収入を男塾の運営資金に充てた。アニメ版では名前が「巌流島」に変更されている。
大海島巡り（たいかいしまめぐり）
海岸より南へ300㎞先に位置する赤鬼島・青鬼島・金鬼島と呼ばれる三つの離れ小島を巡る夏期合宿。それぞれの島にある海の家には三海魔王と呼ばれる三人のシゴキの鬼たち（鬼蛸入道・キャプテン鱏破布・乱坊少佐）が待ち構えている。島々の間の移動は手漕ぎボート（水や食料は一切積んでない）で行う。アニメ版では未登場。
地獄禅（じごくぜん）
頭に硫酸の注がれたティーカップを載せて行われる座禅。各塾生の首は一本の綱で結ばれており、一人の落ち度次第で全員が硫酸を被る危険に晒される。
撲針愚（ボクシング）
スパイクのついた金属製グローブをはめて行われる時間無制限のボクシングだが、パンチ以外に足や頭を使っても構わない。海外では「ピカレスク・マッチ」の名で知られ、暴君ネロが考案したとされている。かつてはマフィアの地下闘技場などで賭け試合が行われ、莫大な利益をあげていたようだが、試合の度に死人が出過ぎて選手がいなくなり、現在では滅多に行われなくなったとされている。
愕怨祭（がくえんさい）
毎年秋に開催される、校庭所狭しと繰り広げられる狂気と根性の祭典。普段孤立閉鎖的である男塾と一般市民との間に、理解と親睦を深めるために校内を公開する年に一度の日。殺シアム同様、刺激を求める一般市民で賑わう。教官たちの小遣い稼ぎのために、恵まれない人への寄付金集めと偽って開催されるが、終了後に彼らの私利私欲が目的だったことが発覚し一号生たちから袋叩きにあう。
羅惧美偉（ラグビー）
ゲーム形式はラグビーだが、両軍共に毒薬を飲み、トライしたチームが解毒剤を飲むことができるというもの。乱闘・武器使用が認められており、その危険性から、開催するにあたっては塾長の許可が必要となる。なお、作中で行われた際は塾長が不在だったため、鬼ヒゲの提案で飲まされたのは痺れ薬であったことが試合終了後に教官たちから明かされる。
獄悔房連（ごくかいぼうれん）
校舎地下一階に位置する房で、各室毎に色々な仕掛けが施してある。何らかの罪を犯した塾生が罰として禁固されるが、食事だけは差し入れられる。虎丸が入れられた房は200kgの吊天井が下がっており、四六時中支え続けなければ潰されてしまう。
大鐘音（だいしょうおん）
一号生総員による大応援で、富士をも揺るがす魂の叫び。戦国時代に武田信玄が上杉謙信との合戦において、苦戦に陥っている遠方の味方の兵を励ますために自陣の一千騎の兵を並べ一斉に大声を出させ檄を送ったという故事に由来する。その距離はおよそ二十五里（100km）だったという。一号生たちが最初にエールをきった際は20km離れた富士山五合目まで届いた。
盥支蠟（かんしろう）
頭上になみなみと油の入ったタライを持ち上げる罰。タライの上には極めて不安定な木端に乗せた蝋燭を浮かべてあり、微動でもすれば蝋燭は倒れ火ダルマは必定。虎丸が受けた罰で原作では授業に遅刻したことが原因だったが、アニメ版では授業中に堂々と早弁をしたことが原因に変えられた。
祈願大凧（きがんおおだこ）
アニメオリジナル名物の巨大な凧。大威𢸍八連制覇においてJの士気を高めるべく秀麻呂が凧に乗ることを志願し、一号生全員で引き上げるが、凧が風に乗らず壁に衝突ばかり繰り返す。田沢の計算によって松尾と二人で凧の羽根代わりとなって掴まることで宙に舞うことに成功するが、祈願大凧の重量と風圧の影響で凧糸は長く保てない。
イナバの白ウサギ（イナバのしろウサギ）
『暁』に登場。古代の神話をもとに、車の流れの絶えない道路を走り抜ける。もちろん、成功率は低く毎回多数の死傷者が報告されている。
閻炎油棒斃死（えんろうぼうたおし）
『暁』に登場。灯油を満たした盆に、高麗竹で作られたたいまつを立てそれを先に倒した方の勝利。攻撃と防御に分かれて戦う。たいまつを倒された場合、守っている者は丸焦げになる。
断煩鈴（だんぼんりん）
『暁』に登場。かつて中国の仏教僧が行っていた精神修行法であり、己のイチモツに鈴をつけられた状態で女性のヌード写真を見せられる。もしも勃起し鈴がなれば、煩悩に負けたとみなされ精神注入棒で煩悩を叩き直される。

### 驚邏大四凶殺
（きょうらだいよんきょうさつ）
男塾最大名物。四人一組で二チームが争うもの。千年の歴史を持つ由緒ある寺院・富士山麓宝獄院（ほうごくいん）を起点に無数の白骨死体が眠る暗魎洞（あんりょうどう）を抜け、砲魂玉（ほうこんぎょく）と呼ばれる巨大な鉄球に足枷で繋がれ、それを転がしながら富士山の山頂を目指す。途中のチェックポイントで各チーム1名ずつ代表者を選び戦うことになる。最終的に生存者が存在する側が勝利であり、覇者には勝彰巻（しょうひょうかん）という巻物が贈られる。
江田島こそが過去三百年唯一の生存者であり、五十年前の昭和25年（1950年）にこれに挑み大成就を遂げ、その証が江田島の右腕に刺青として刻まれている。塾の敷地内には命を落とした者の慰霊碑が建てられている。
第一の凶・灼脈硫黄関（しゃくみゃくいおうかん）
日本三大硫黄泉のひとつ富士灼獄泉（ふじしゃくごうせん）で戦う。足場は突出点在する無数の岩だけであり、転落すると千度もの高熱を持つマンガン酸性硫黄泉に身を投じることになる。Jと雷電が対戦。
第二の凶・断崖宙乱関（だんがいちゅうらんかん）
富士五合目懸厳の壁（けんげんのへき）で戦う。足場すらなく両者共に命綱にぶら下がった状態であるが、綱自体は鋼で編み上げた鋼巻鋼（こうかんこう）なので切れる心配はない。富樫と飛燕が対戦。
第三の凶・氷盆炎悶関（ひょうぼんえんもんかん）
断崖絶壁の架け橋・不還橋（ふかんきょう）の先にある洞穴・嚠喨洞（りゅうりょうどう）の中にある磐隆氷（ばんりゅうひょう）でできた氷のリングで戦う。下に待ち構えるのは刃物より鋭い屹立氷柱で、天井に火を点しその熱によって時と共にリングは狭まり頭上から氷柱が落ちてくるようになる。虎丸と月光が対戦。
第四の凶・頂極大巣火噴関（ちょうきょくたいそうかふんかん）
富士山頂の大火口を利用した天縄闘（てんじょうとう）。天縄闘とは蜘蛛の巣状に張られた石綿綱（せきめんこう）の八方から火を点けその上で闘うもので、不安定な足場と時が経つにつれ巣の中央に火が迫り来る恐怖の中で技を競い合う格闘技。
闘場から落下した先は火口底にある赤酸湖（せきさんこ）となっており、十分もすれば死に至る有毒性塩酸ガスが充満している。桃と伊達が死闘を繰り広げた。

### 大威𢸍八連制覇
大威𢸍八連制覇（だいいしんぱーれんせいは / 「𢸍」は扌[手偏]に震）
男塾名物と明記されてはいないが、男塾において三年に一度開催される武術大会。中国四川省の八連返天竜の伝説に因み八人対八人で闘う団体戦で、信州長野・海抜二千m八ヶ岳連峰に位置する八竜の長城（ぱーろんのちょうじょう）を舞台に行われる。大威𢸍八連制覇を制するものは男塾をも制する、男塾最大の修羅業行である。前回優勝チームが対戦チームを指名できるようになっており、邪鬼は十年に渡りこの大会を己の権力保持のために利用した。灼赤棒の儀式により戦いは成立し、臆してこれを受け取らねばその場で敗北が決定する。
なお、八対八とされているが実際には二対二のタッグマッチであり、託生石（たくしょうせき）の儀式によりその組み合わせが決定される。ただし参加者側の申告により任意でメンバー変更が可能。
灼赤棒（しゃくせきぼう）
およそ一千年前、蒙古人の決闘の儀式の際に用いられた青銅の棒。これを火にくべ灼熱させ、両者が握り合うことで互いの闘志を確認しあったという。
磁冠百柱林闘（じかんひゃくちゅうりんとう）
そびえ立つ無数の塩鉄鋼（えんてっこう）製の柱の上を足場に、十万ガウスの磁力を持つ青陽磁靴（チンヤオチイシェー）を履いた状態で闘う。遮鉛板（しゃえんばん）を靴の踵に挿せば磁力は遮断されるが、両チームに渡される遮鉛板は各一枚であり、実質動ける者は一名のみで遮鉛板が選手交代の鍵となる。J・雷電組と卍丸・蝙翔鬼組が対戦した。
竜盆梯网闘（りゅうぼんていもうとう）
巨人像・天界降竜闘神像内部の最上階に設けられた闘場で、ロープで吊るされた直径三十米の大器に濃硫硝酸を満たし、その上に長さ二十五米の梯を組んである。この梯は山東省白新山で伐採された非常に軽く脆い老柔杉（ラオロウすぎ）で作られており、三名以上が同時に上に乗ると割れ落ちるように強度が計算されている。富樫・飛燕組とセンクウ・独眼鉄組が対戦した。
竜盆浮敲闘（りゅうぼんふこうとう）
両軍一名ずつになった場合に移行する。硫硝酸の上に灰雲岩（かいうんがん）でできた足場を投げ落とし、盆に浮いた全ての灰雲岩が溶けてなくなるまでのおよそ十五分で決着をつけるというもの。全ての灰雲岩が溶けた時、盆の酸液は体積を増し縁のロープを溶かすため、闘技者もろとも落下することになる。
燦燋六極星闘（さんしょうろっきょくせいとう）
石油の湖の中央に位置する無数の棘付きの柱が立てられている島が闘場で、途中の小島に一名を残し船で移動する。島を囲む星型の堤防の内側には一面重油が張られており、火矢を放ち火の海とした中で闘うことになる。島の台座は温度上昇に伴い溶けてゆく塩砂岩（えんさがん）で支えており、時と共に島は火の海に沈み石柱を残すのみとなる。この状態を燦燋六極星闘炎濠柱（さんしょうろっきょくせいとうえんごうちゅう）と呼ぶ。伊達・虎丸組と羅刹・ディーノ組が対戦した。
天雷響針闘（てんらいきょうしんとう）
天愕塔山の頂に位置する最終闘場。周囲を八闘神の巨像で囲まれている。各闘神像の頭部には避雷針がついており、落雷すると同時にその電力を利用し800ある地面の穴から100本の槍が突き出る仕組みになっている。槍の出る穴の場所は雷がどの神像に落ちるかにより異なる。桃・月光組と邪鬼・影慶組が対戦した。
天愕塔山（てんがくとうざん）
外壁沿いに螺旋状の道が設けられた塔。第四闘場への試練として、頂上から巨大な鉄球が転がり落ちてくる。
宙秤攣殺闘（ちゅうびんれんさつとう）
桃・邪鬼による最終決戦の際に、江田島の命により実行された。巨大な鉄檻の中に一号生・三号生をそれぞれ収容し、別個に闘神像の指を支点とした大天秤に掛ける。大天秤は全員の合計体重を計算した反対側の分銅の重さによって水平を保たれているが、分銅の底には穴が開けられ中に詰められた砂鉄がこぼれ落ちるようになっており、全てなくなるまでの30分の間に決着をつけ、それぞれの闘技者に飲み込ませた自陣側の鍵を奪取し、その鍵で開く扉の中にある大天秤固定レバーを倒して救出しなければならない。時間切れになると鉄檻は500mの高さから落下して中に収容された一号生・三号生は全員死亡となる。

### 関連アイテム
喝魂旗（かっこんき）
男塾至宝大塾旗。縦十米、横七米、畳五十畳敷きの面積を誇り、ポールの重さを含めると総重量300kgにもなる塾旗で、男塾の魂とも言うべき物。これを揚げるには体力だけでなく精神力（男塾で言う「男気」）がものを言う。別名「あがらずの塾旗」ともいい、これを立てねば真の大鐘音とはいえない。過去にこれを揚げようとして失敗し、肋骨を折って死亡した者や、一生寝たきりの体になった者も居たとされる。
暁丸（あかつきまる）
男塾に代々伝わる伝説の宝仙刀。巌流島の決闘で佐々木小次郎が使用したりなど、歴史的な名勝負には必ず関わっているとされ、刀自体が意志を持っている。使用者の傷を癒したり未来を予知することができるが、暁丸が認めた男でなければ使われることを拒む。

## 塾生
- 『曉!!男塾 青年よ、大死を抱け』に登場する塾生は#塾生（曉）を参照。
- 『天より高く』に登場する塾生は天より高く (宮下あきらの漫画)#男塾関係者を参照。

### 一号生

#### 剣 桃太郎（つるぎ ももたろう）
声 - 堀秀行
『魁!!男塾』の主人公で男塾一号生筆頭、後に男塾総代。通称「桃」。常に締めている太いハチマキがトレードマーク。仲間想いの義に厚い性格で、ピンチとなれば自身が満身創痍であっても必ず駆けつけ、仲間からの信頼も非常に厚い。アニメ版では上下関係を軽んじているかのような描写も見受けられたが、二号生の頭を踏むよう促された際には「いくら情けなくても先輩は先輩であり、気を失って倒れている先輩の頭を踏むような行為は男の道に外れる」と断ずるなど上下関係を弁え男がなんたるかを正しく認識した好漢である。油断も隙もない江田島を出し抜けるほどに頭も切れ、学識も高い（男塾の授業は退屈なようで、しょっちゅう居眠りをしている）。北部出身のアメリカ人に匹敵する水準の英語（アメリカ人であるジョージの英語を「南部訛りがきつい」と評することができる）をはじめフランス語など複数の言語を流暢に話すことができる。数々の秘技・秘拳をも体得している、謎多き男。どんな経緯や理由で男塾に入塾してきたかなどは明らかにされておらず（アニメ版では、以前は超エリートの集英高校の生徒だったが、そこを退学させられて男塾に入塾したという設定）、他の人物もそのことを疑問に思っている。誕生日は10月8日。血液型はA型。身長185cm、体重95kg。スリーサイズはB127 W85 H104。
過去について明らかなのは、翔穹操弾の修行を受けこれを極めたことと、王虎寺で修行を積み暹氣虎魂を会得したことである。『天下無双 江田島平八伝』では正義を重んじる国会議員であった父親、剣情太郎が登場している。
男塾卒業後、東京大学に入学、さらに卒業後はハーバード大学に留学、その後順調にキャリアを重ね政界入りを果たす。『天より高く』では内閣総理大臣を務めている。「日本初の武闘派首相」を名乗り、どんな異論・反論も拳でねじ伏せるなど豪腕な手法を取る描写が見られる。
『曉!!男塾』では総理の座を退いており、外国人女性と結婚、一子・獅子丸をもうけた。獅子丸は後に自らの意志で男塾に入塾する。
情太郎から息子の桃太郎へ、そしてその息子の獅子丸へと親子三代に渡って受け継がれたハチマキは、平八の息子・魁へと手渡された。
アニメ版では青い学ランを着用している。
制拳こぶし割り（せいけんこぶしわり）
相手のパンチに合わせて自分の拳をぶつけることにより、相手の拳を破壊する技。
無限一刀流（むげんいっとうりゅう）
心で相手の動きを完璧に見切るという心眼剣を主とする。刀を鞘に収めての攻防に優れる。
心眼剣（しんがんけん）
目をつぶっての一瞬の居合い抜き。息子の獅子丸も使用する。
一之太刀（いちのたち）
対朱 鴻元戦で使用。ハチマキで目を隠し、雪上に自らの血で円を描き、凍った血液が割れるわずかな音を利用し、雪中からの攻撃を察知した。
四肢鐺瓏剣（ししとうろうけん）
奥義とあるがその流派は不明。刀を逆に持ち束で突くことにより、四肢十八点全ての関節を外し戦闘力を奪う。

秘承鶴錘剣（ひしょうかくすいけん）
刀を地に刺してその上に乗ったまま高速で移動する。この技には強靭な腱力はもちろんのこと、絶妙な均衡感覚と卓越した体術が必要。
轔扇刃（りんせんじん）
秘承鶴錘剣奥義。刀を足の指に挟んだまま宙へ高く飛び、凄まじい勢いで刃を回転させながら落下攻撃する。
轔旋風（りんせんぷう）
秘承鶴錘剣奥義。刀を突き立てたままその上に倒立し、回転して凄まじい突風を起こす。

暹氣虎魂（しんきふうこん）
王虎寺超秘奥義。氣を刀身に集中し虎の形をした衝撃波として繰り出す。その破壊力に比例して消耗度も大きいため、短時間に連続して撃つことは不可能とされる。息子の獅子丸も使用する。
氣功闘法（きこうとうほう）
氣を用いた闘法。体力の消耗が大きく、氣が尽きる時大量の発汗を伴う。息子の獅子丸も使用する。
硬布拳砕功（こうふけんさいこう）
ハチマキに一瞬氣を注入し鋭い剣と化す。
堅砦体功（けんさいたいこう）
体内の氣を胸の一点に集中させる絶対防御技。胸板は一瞬鉄板と化し、邪鬼の真空殲風衝さえ通用しない。

翔穹操弾（しょうきゅうそうだん）
相手の五体を自由自在に操る秘拳。詳細は宗 嶺厳の項で供述。
桃は翔穹操弾三人目の継承者であるが、冷酷無比な人の命を弄ぶ邪拳とし普段は封印している。

#### 富樫 源次（とがし げんじ）
声 - 山口健 / 石川英郎（PS3ゲーム『魁!!男塾 〜日本よ、これが男である!〜』）
男塾の切り込み隊長。ドスを使ったケンカ殺法の使い手。兄の形見である破帽がトレードマーク。拳法などは会得していないが、凄まじい根性を持ち、桃が「男塾のカオ」と評するほど。ただし、猫や鶏などの小動物を懐に忍ばせて身代わりにして負傷させたり、血で己の負傷を偽装するという残虐で汚い面もある。入塾早々、先述の「油風呂」で名を馳せたことから自らを「油風呂の富樫源次」と称したことも。誕生日は4月10日。血液型はO型。身長179cm、体重89kg。スリーサイズはB110 W80 H106。
かつて兄の源吉（声 - 池水通洋）を八連制覇で三号生に殺された因縁があるが、センクウとの戦いの後は心の整理が付いたようである。天挑五輪以降では戦闘回数は減り、虎丸と共に実況・驚き役となる。しかしやる時はやる男でもあり苦戦しながらも必ず勝利する。捨て身での勝負が多くたびたび瀕死となるが、その度に復活し再度合流する。この時は最先端の治療を施して一命を取りとめたと解説がついてくる。生理的に年寄りと子供が苦手とのこと（ただし風雲羅漢塾とのマラソン勝負では道端で苦しむ老女を躊躇無く抱えて病院に連れて行っている）。右目元に傷があるが、これは男塾に入塾する3年前から付いていた。
生前の兄と二人きりの天涯孤独という設定だが、アニメでは寮から徒歩圏内で食堂をしているオジキ（口頭のため続柄は不明）がいる。
アニメ版では入塾前の学校で番を張っており、当初男塾でも一号生の頭を自称していた。桃のことを嫌っていたが、タイマンを経て和解する。また33話にて過去と決別するために兄の学帽を崖から投げたが、最終回では被っていた。アニメ版での学ランは裏地が紫になっている。
『天より高く』『曉!!男塾』では江田島の秘書を務めており、男塾同窓会でも幹事を担当していた。
ケンカ殺法
伸縮自在の仕込ドスを武器に闘う。
真剣白歯どり
歯による真剣白刃取り。
宙回二段蹴り
空中で回転しての二段蹴り。
金玉つぶし
ケンカ殺法奥義。

爆挺殺（ばくていさつ）
10kgのダイナマイトを体に巻いての人間爆弾。
血闘援（けっとうえん）
胸に「闘」の一文字を刻み身をもって闘士と苦しみを同じくし必勝を祈願したという応援の至極。
八連制覇で独眼鉄に追い詰められた飛燕に対しこの応援法で檄を入れた。

コンビ技
虎丸とのコンビで使用される。
豭門跳體砲（かもんちょうたいほう）
奥義その一。V字型に開いた富樫の両脚にゴムロープを結び、張力を利用して胴にゴムロープを巻いた虎丸が跳躍。一気に間合いを詰め攻撃する。ゴムの弾力性と瞬発力で凄まじい速さを生み出すが、一度発射されたら直線にしか跳べない。
大放屁人間車輪（だいほうひにんげんしゃりん）
天挑五輪大武會の後編み出した新奥義。二人で両手両足を組み回転した状態から猛突進し、虎丸の放屁で不意を突いた上での奇襲。直接攻撃ではなくドサクサに紛れて相手の武器に細工を施すのが目的。

#### 虎丸 龍次（とらまる りゅうじ）
声 - 屋良有作
怪力を誇る剽軽者で大食漢。自称「猛虎流拳法」の使い手だが、これは虎丸が考案した我流拳法である。誕生日は11月30日。血液型はB型。身長180cm、体重95kg。スリーサイズはB120 W90 H125。男塾のムードメーカー。
男塾入塾時に教官に向かって放屁した上、怒った教官の顔面に蹴りを食らわせ返り討ちにしたため、上官反逆罪により200kg（アニメ版では1トン）ある吊り天井を常時支え続けなければならない「獄悔房（ごくかいぼう）」に半年間閉じ込められていた。アニメ版では桃たちよりも一年早く入塾しておりその時に投獄されたことになり、投獄期間も満了しておらず無断で牢から出され特別扱いで参加する。アニメでは学ランの裏地が黄色くなっている。
初登場時には、桃を当身の一撃で昏倒させる、拳の一撃で氷の闘場を叩き割るなど実力者であるような描写があったが、天挑五輪以降は富樫とコンビを組んでの実況・驚き役になった。そんな自らの立場を「男塾の万年実況中継アナウンサー」と気にしているらしいが、一度闘場に上がれば豪快に闘う。相撲が得意で、村相撲では横綱だった。
『天より高く』では虎丸ファイナンスの会長として登場する。
延髄破暢掌（えんずいはちょうしょう）
手刀による後頭部への当身。背後から不意を打ってとはいえ、桃を一撃で昏倒させられるほどの技の切れを持つ。
二段旋風脚（にだんせんぷうきゃく）
跳躍からの二段蹴り。着地のことはあまり気にしていない様子。
大放屁（だいほうひ）
猛虎流奥義。風速百米と豪語する大威力の放屁。
大放屁火炎放射（だいほうひかえんほうしゃ）
大放屁にライターで着火。

三連鎖球棍（さんれんさきゅうこん）
自作の鉄球付き鎖鎌。威勢良く振り回すがほぼ使いこなせておらず、阿們呍們の指拳で鉄球は粉々に粉砕されてしまう。その後は鎌のみで闘った。
コンビ技
富樫とのコンビで使用される。詳細は上記を参照。
- 豭門跳體砲
- 大放屁人間車輪

#### 松尾 鯛雄（まつお たいお）
声 - 松田重治 / 島田敏（PS3ゲーム『魁!!男塾 〜日本よ、これが男である!〜』）
田沢と秀麻呂と共にコメディ役、並びに大鐘音のエールを切る応援団長。とくに田沢とコンビを組むことが多い。サザエさんのような独特のヘアスタイルが特徴。初登場時はマイケル・ジャクソンの『スリラー』を歌って、教官の鬼ヒゲに「敵製音楽を歌ってどうするか！」と手痛くしごかれた（アニメ版では立花理佐の『キミはどんとくらい』に差し替えられており、敵製音楽のくだりも丸ごとカットされている）。暇を見つけては大鐘音のエールを練習する熱心な面や、辛い状況でも明るく振る舞って少しでも皆の不安を取り除こうとするという優しい面もあり、それらの美点は桃も認めている。口癖は「なんだか悪い予感が（嫌な予感が）してきたのう」。驚邏大四凶殺の際は大鐘音のコールリーダーを務めるが、最後は頭の血管を多数切った上で立ったまま気絶する。『天より高く』では「ホテルMATSUO」を経営し、世界のホテル王になっている。
アニメ版では中学を卒業しており、そのため周囲から一目置かれたことがある。
フライング・サンダースペシャル・フラッシュ
キース・ジャクソンとの撲針愚第二試合に登場。靴底にバネのつけられた「田沢式ジャンピング・シューズ」で跳躍し、縦の動きからパンチを打ち込む。松尾は名前を忘れ、必殺パンチ名を正確に言えなかった。

#### 田沢 慎一郎（たざわ しんいちろう）
声 - 平野正人
松尾・秀麻呂と共にコメディリリーフを務め、特に松尾とコンビを組むことが多い。角刈りで丸メガネが特徴。「男塾一のインテリ」を自称するが、九九の最後の答えを「八十八」と間違える、ローマ字をイタリア語と称するなど、その知識はかなり怪しい。しかしサメの生態やフグの調理資格の知識を持ち、ガラクタからロボットを造りだすなど、天才的な一面ものぞかせる。大威震八連制覇では、彼のアイデアで一号生による人間橋「万人橋」を作り上げる。誕生日は4月1日。血液型はAB型。身長178cm、体重90kg。スリーサイズはB120 W82 H102。
アニメ・映画版では名前が田沢一平（たざわ いっぺい）に変更されている。『天より高く』ではゼネコン業界のトップとなっている。
万人橋（ばんじんきょう）
数十人で作る人橋。田沢は特攻秘（マルヒ）大作戦と称し、一号生全員で万人橋を完成させるが、先頭と最後尾の松尾・田沢のみ崩落する崖からの退避が間に合わず、崖下に転落するも落下地点に川があったため松尾・田沢共に一命を取り留める。
タザワ28号（タザワにじゅうはちごう）
風雲羅漢塾との五魂遷－智力勝負で田沢が造り上げた自律行動可能なロボット。当初は田沢の命令通り対戦相手の栗本慎之介を殴り倒して超高性能ロボットの片鱗を見せたが、その後暴走して田沢をも殴り倒しさらには塾生たちにも無差別に襲いかかった。

#### 椿山 清美（つばきやま きよみ）
声 - 中多和宏
巨漢に似合わず気弱な性格。いっぱしの男になることを試みて男塾に入塾。しかし、しごきに耐え切れず脱走を試みるが寮長の権田馬之助に捕まり、男根寮名物「竹林剣相撲」で権田と対戦させられる。対戦の途中でペットの小鳥「ピー子」（アニメ版では「ごくみ」）を権田に焼き鳥にされて喰われたことを知り逆上、仇をとる（アニメ版では権田の役割は後述のオリジナルキャラクターの二号生鬼横綱に変更）。その後は自信をつけ強気な性格となる。雷が苦手。
七牙冥界闘編の結団式の際には秀麻呂や田沢と共に「くちびるから媚薬」を歌いながら裸踊りを披露したが、全く受けなかった。
『極!!男塾』にも登場し、富樫が入院する病室に秀麻呂、江戸川らと詰めかけたり、羅刹とセンクウに独眼鉄の生存を知らせた。
アニメ版では第1話からコメディ役の準レギュラーとして登場。台詞も多く出番が増えたが、相撲に勝利した後に自信は付いたものの、内向的な性格が変わることはなかった。

#### 途中転入者

##### 極小路 秀麻呂（ごくこうじ ひでまろ）
声 - つかせのりこ / 江森浩子（PS3ゲーム『魁!!男塾 〜日本よ、これが男である!〜』）
日本有数の巨大極道、「関東極獣連合」の後継ぎ（アニメでは極悪組、実写映画では極小路組）。入塾当初は父親の権力を笠に着て傍若無人な振る舞いの仕放題だったが、堪忍袋の緒が切れた桃たちから成敗され、しまいには父親の組が敵対組織の襲撃と警察の手入れを食らって壊滅、後ろ盾が無くなったことから、今までの仕打ちから塾生たちに袋叩きにあい、普通の塾生となった。後に小柄な体であるにもかかわらず大塾旗「喝魂旗」を持ち上げる。アニメ版では第2話から登場するが、男塾に入るまでのプロセスが異なる。特にアニメ版では入塾経緯が秀麻呂にとっては不本意だったとはいえ、かなり身勝手な言動であったため、塾生からは手荒い歓迎を受けていた。しかし入塾後は日本男児を侮辱されたことを理由に勝ち目の無い戦いを挑み、返り討ちにあった際には塾生一同から本気で心配された後に仇討ちに出向いてもらえるなど、大切な同胞として認識してもらえたほか、成績の悪さを気負って落ち込む椿山を励ますなど、秀麻呂自身も対等な仲間意識を持つようになっている。原作、アニメ版での一人称は「俺」だが、原作のみ弱気になると「僕」になる。年齢は原作では明らかではないが、アニメ版では自分で「高校1年生」と言っている。『天より高く』では苗字が綾小路（あやのこうじ）に変わり、コンピュータ会社の社長として登場する。

##### J（ジェイ）
声 - 銀河万丈
米国海軍兵学校（アナポリス）の学生（アニメ版では警察官および格闘技プロフェッショナルを養成するスーパーポリスアカデミーの生徒）。ボクシングの使い手でマッハ・パンチを得意技とする。アメリカ人ではあるが、顔面神経痛の意味が分かるほど日本語がうまい（そのため「こいつ本当に外人なのか」と言われたこともある）。血液型はA型。身長195cm、体重95kg。スリーサイズはB125 W83 H105。
交換留学生の一人として男塾に来たが、桃との撲針愚での対決を経て男塾の塾生となり、桃・富樫・虎丸と肩を並べる存在となる。
史上最強のボクサーと謳われたキング・バトラーの息子であり、本名は「キング・バトラーJr.」。「ジュニアのJ」を通り名としている。『天より高く』では、本名が「ジャック・レディング」となっている。
勝利を確信した相手に対して、窮地に追い込まれてのニュー・ブロウによる一発逆転での決着が多い。また戦闘では男塾側の一番手を務めることも多い。
アニメ版の次回予告では男塾を忍者養成学校と間違えていたことが判明。
決め台詞は「You're Not My Match!」。直訳としては「あなたは私の好敵手ではない」（それくらい私のほうが優れている）という意味だが、話し言葉なのでそのような堅苦しいニュアンスではない。くだけた感じで訳すと「目じゃないゼ!」「相手が悪かったな!」となる。
『天より高く』では米海軍第七艦隊司令官、『曉!!男塾』では在日米軍総司令官を務めている。『私立極道高校2011』では年老いた姿で登場し、『極!!男塾』では天下無双号の艦長を務めるが、未だにマッハ・パンチなどの技は健在。
マッハ・パンチ
Jを代表する技である、音速を突き破る高速・高威力のストレート。
フラッシュ・ピストン・マッハ・パンチ（F・P・M・P）
凄まじい轟音を放ち、0.7秒間に十発ものマッハ・パンチを繰り出す。一度放たれると腕の神経がちぎれ、再び放つことはできないと言われている。
Jは卍丸との戦闘中に二度に渡って放ち、その後の闘いに多用される必殺技として完璧にマスターした。
マッハ・パンチ・リング・オブ・クライム
円の動きをする大人数の敵に対して使用。うち一人にマッハ・パンチを命中させ、後続の敵にその体を叩きつけ、連鎖式に全員をノック・アウトする。
日米親善撲針愚で見せた米国海軍兵学校伝統の制裁「罪の環（リング・オブ・クライム）」を実戦に応用したもの。
ジェット・ソニック・マッハ・パンチ（J・S・M・P）
音速を超えたパンチで大気を切り裂き、凄まじい衝撃波を生む。

フライング・クラッシュ・メガトン・パンチ（F・C・M・P）
跳躍から異様に張り詰めた右拳を地面に撃ち込み、足場そのものを崩壊させる。
スパイラル・ハリケーン・パンチ（S・H・P）
肉体も気力も極限状態となった時に初めて打てるパンチで、凄まじいパンチの威力で竜巻を起こすというもの。
トリプル・ブレード・ジャブ・スペシャル（T・B・J・S）
肉を切らせて骨を断つジャブの三連打。
地獄の舞い（ヘル・ダンス）
蝶のように舞い蜂のように刺す高速のフットワーク。
フィスト・オブ・フュアリー
怒りで精神力を極限状態にまで高め、肉体の持つ能力を最大限に引き出す。
コーナー・オブ・デッドエンド
ボクシングの高等テクニックの一つ。敵をリングのコーナーに誘い込みフットワークを制し、ロープの弾力を利用してパンチを放つ一発逆転の戦法。
ナックル
鋲付きのメリケンサックで、ダイヤモンドより硬いマグナムスチールでできている。

##### 関東豪学連
驚邏大四凶殺の終了後に三号生に助けられ後、編入。
- 伊達 臣人（だて おみと）
- 男塾三面拳
  - 雷電（らいでん）
  - 飛燕（ひえん）
  - 月光（げっこう）

### 二号生

#### 赤石 剛次（あかし ごうじ）
声 - 森功至 / 緑川光（PS3ゲーム『魁!!男塾 〜日本よ、これが男である!〜』）
男塾二号生筆頭。三年前の二月二十六日に雪の校庭が一号生の血で一面鮮血の海と化したという男塾二・二六事件（アニメ版では「赤石が一号生筆頭の頃に、男塾史上最悪の残虐さを誇った当時の二号生による一号生へ死者も出すほどの虐待が相次ぎ、これに耐えかねた赤石が二号生たちを襲撃した」と設定変更された）を起こし無期停学となっていたが、何らかの理由で江田島から直々に呼び戻され、男塾に復学した（アニメ版では停学ではなく永久追放扱いとなっていたが、一号生と二号生との確執解消を目的とした江田島の命を受け復学している）。
復学後、筆頭代理を務めていた江戸川を粛清し、復帰式に遅刻した冨樫共々男塾名物義呂珍にかけようとするも止めに入った桃と一触即発となるが、塾長から殺シアムによる決着を促される。桃に敗れた後は負けを潔く認めた上で、桃ら一号生を「まんざら捨てたもんじゃなさそうだ」と肯定するようになり、一号生との関係もやや改善した。アニメ版では桃へ江戸川の頭を踏むよう促した赤石に対し桃が拒否したことから一触即発となっているが、その後の経緯は原作と変わらない。
一文字流斬岩剣の使い手で、背中には剛剣「一文字兼正（いちもんじ かねまさ）」を背負っているが、一度Jのマグナムスチール製ナックルによって刀が砕かれた（赤石曰く、「名刀にも打ち損ねがあった」）。原作では銀髪だが、アニメ版では黒髪となっている。
一号生・二号生ともども恐れられている上、三号生たちも一目置く存在である。かつて羅刹が男塾二・三号生総勢百二十三名を率い、北国の長年の宿敵と雌雄を決すべく、凄まじい吹雪の吹き荒れる山奥の一本道をトラックで進軍していた際に斥候として先行し、橋が爆破されていることを知らせるために、自ら胸を裂きその血で染め上げたシャツを意識不明のまま掲げ続け、塾生たちの命を救った過去がある。
天挑五輪大武會では第一の助っ人として決勝トーナメントから参戦。
七牙冥界闘・第三の牙アルカトラズ刑務所で、ホーネット大佐との死闘の後、罠から男塾塾生を救うため、最後の斬岩剣を振るい戦線離脱。桃にその刀を託した。
後の作品では存命が確認でき、『天より高く』では民族派系政治結社の会長として登場。『暁!!男塾』では息子の十蔵が登場している。
一文字流（いちもんじりゅう）
天下無双の剛剣。江戸時代、剣聖と謳われた神泉正宗（こういずみ まさむね）によって極められた流派。
斬岩剣（ざんがんけん）
「この世に斬れぬものなし」と豪語する、赤石を象徴する必殺剣。一太刀であらゆるものを両断する。息子の十蔵も使用できる。
烈風剣（れっぷうけん）
一文字流奥義。抜刀時の剣の風圧で触れずして敵の攻撃を押し戻す。息子の十蔵も使用できる。
微塵剣（みじんけん）
僅か一閃で敵の武器を細切れに斬り刻む早業。
血栓貫（けっせんかん）
自決技。己の体に網の目のように走る大動脈すべての急所を外し、自らの身体に刃を突き立てて背後の敵を仕留める。

#### 江戸川（えどがわ）
声 - 松尾銀三
男塾二号生筆頭代理。赤石が無期停学となり留守にしていた間、その指名で代理を務めていた。一号生のイビリ役として登場し、普段は過剰な作り笑いを浮かべているが、怒ると必殺顔面返しで形相が変わる。口癖は「ごっついのぅ〜」。赤石の復学後、一号生から舐められた態度を取られる原因となっていたことが露呈し、粛清される。その後、赤石と桃の「殺シアム」が開催された際には屋台で焼きとうもろこしを販売していた。七牙冥界闘編では武幻城に乗り込んだ際に変装していた塾生の一人として登場した。
『曉!!男塾』では20年以上たっても留年（原因は明かされず不明）し続け卒業できずに未だに男塾に在席する男塾総筆頭として登場。巨体に似合わぬ笑顔がチャームポイントだが、実は顔の筋肉を使って笑っているように見せているだけであり、戦うときは大魔神のように怒りの表情に切り替えて戦う「顔面返し」の奥義を持つが、実力は怪しい。実は双子の兄弟の内の、臆病な弟であった。乱暴ながら喧嘩では負け知らずの兄共々トラックにはねられ瀕死の重傷を負った際、医師団の決断により、互いの無事な筋肉や内臓を元に再生された（本人は無意識ながら「兄ちゃんを助けて」と頼んでいる）。「顔面返し」は不安定な心の現れであろうと塾長に評されている。「裏箱根地獄駅伝」では第4走者として活躍し、富士森との戦いの果てに兄離れをして1人立ちを決意し、結果富士森に勝ち兄の魂とも別れた。その様を見た塾長は江戸川の成長を感じ取り、卒業を認めた。
『私立極道高校2011』では卒業生として姿を見せた。アニメ版では「江戸川 いわお（漢字表記不明）」というフルネームが付いている。
必殺顔面返し
拳で顔面を隠しながら振り上げる動作で、にこやかな表情から一転して憤怒の表情と化す。

#### その他の二号生
丸山（まるやま）
声 - 田中和実
江戸川の子分的存在。髪型はモヒカンで色付きメガネをかけている。御対面式では松尾・秀麻呂・富樫に悪質なイビリを行った。
鬼横綱（おによこづな）
声 - 安西正弘
アニメオリジナルキャラクターで、力士風の二号生。大銀杏とリーゼントを合わせたような髪形が特徴。「図体ばかり大きい癖に軟弱な精神の持ち主が許せない」という思想の持ち主で、椿山を嫌っていた。脱走する椿山に果たし状を突き付けて竹林剣相撲を挑むが、ペットの小鳥の「ごくみ」を食われたことに逆上した椿山に敗北する。アニメ版においては、この闘いが二号生と一号生の関係を悪化させた原因となっている。椿山に勝ったら飯を2倍にすることを懇願していた。

### 三号生

#### 大豪院 邪鬼（だいごういん じゃき）
声 - 田中秀幸
男塾三号生筆頭にして男塾総代。十余年に渡って男塾を支配し、男塾の帝王と呼ばれる。その余りにも大きい影響力のため、教官たちは三号生に手は出せず、実質「男塾の頭が二つある」状態になっていた。平時は三号生を従え鎮守直廊（ちんじゅちょくろう）奥にそびえ立つ天動宮（てんどうきゅう）に座を構えている。大豪院流、氣功闘法の使い手。初登場時には10mを越す巨躯として描かれたが、後に闘気による威圧感で大きく感じていただけだと説明された。しかし、『私立極道高校2011』では初登場時と同様の巨大な姿で登場し、『極!!男塾』では実際に巨大化する特異体質の持ち主であり、10mどころか更なる巨大化が可能であることが判明した。この能力を封印していたのは食事が足りないのが理由とのこと。
大威震八連制覇を三連覇しており、その指名権をもって力を誇示し己の座を守るために利用していた。かつて無敵無敗を誇りながら、江田島に決闘状を叩きつけるが手も足も出ず完敗し、江田島の偉大さを痛感した過去がある。
天挑五輪のスパルタカス戦で男塾に代々伝わる総代継承者の証を桃に託し出陣。心臓を貫かれながらなお闘い続けるという荒業を見せ、決着後自らの真空殲風衝により自決した。
『天より高く』では存命し、防衛庁長官として登場（海上自衛隊の制服姿）。『曉!!男塾』では遺児として煌鬼を残し死亡したことになっている。『私立極道高校2011』では再び存命した設定で登場、登場初期の巨躯の姿で描かれた。
『極!!男塾』ではスサノヲによって捕らわれてしまい、スサノヲによって大和魂を抜かれそうになったが、秀麻呂の喝魂旗によって目覚め、島より巨大化。3万人の日本男児が囚われていた冥凰島を自らの手で移動させる。
また『天下無双』では彼の父親である大豪院鐘鬼が、『私立極道高校2011』では甥の國吉錦治が登場している。
大豪院流
真空殲風衝（しんくうせんぷうしょう）
全身を使用した構えから繰り出す大豪院流奥義。俗称カマイタチと呼ばれる気流の歪みによっておこる真空現象を応用したもので、大気を我が物とし、その威力は凄まじく一瞬で生物の肉を削ぎ白骨化させてしまうほどで、白骨化した相手はやられたことにも気付かない。息子の煌鬼も使える。
風舞殃乱鶴（ふうぶおうらんかく）
真空殲風衝を応用し、空を斬り裂き突風を巻き起こして無数の折り鶴を操る。折り鶴の羽根には刃が仕込んであるが、これは囮であり、ただ一羽に仕込まれた嘴の刃で敵の腕の主動筋を突き拳速を鈍らせるのが目的。
撞球反射馘（どうきゅうはんしゃかく）
淤凜葡繻十六闘神の埃琉轟洙他九名に対して使用。
敵の攻撃を見切り受け止め、その体を硬直させ動けなくした上で振り回し投げ飛ばす。投げられた埃琉轟洙は乱反射しながら次々と他の闘士を弾き飛ばし、一瞬の内に全員を叩きのめした。
驚天回旌杭（きょうてんかいしょうこう）
相手を飛び越えつつ背側から両脚で首を固め、倒立姿勢で相手を持ち上げそのまま倒れ込み、両手で両脚を、両膝で両脇下をホールドして脳天から地に叩きつける。
旋回脚（せんかいきゃく）
PS2版ゲームのオリジナル技。いわゆるオーバー・ヘッド・キック。

氣功闘法
氣を用いた闘法。
繰条錘（そうじょうすい）
先端に鋭く研ぎ澄まされた錘をつけた、針金を氣力で自在に操り、予測できない動きで攻撃する。
不動金縛り（ふどうかなしばり）
四本の髪の毛を氣により一瞬針金と化し、敵の四肢の運動神経節を貫くことで麻痺させる。
堅砦体功
桃の使用した技と同じもの。

愀象刀金剛丸（しゅうぞうとうこんごうまる）
天動宮での桃との初戦で使用した刀。邪鬼は桃の刃を折るが、同時に刃を合わせられ粉々に砕けてしまった。なお、愀象刀とは象をも斬る刀を指す。

#### 男塾死天王

##### 影慶（えいけい）
声 - 小杉十郎太 / 今村直樹（PS3ゲーム『魁!!男塾 〜日本よ、これが男である!〜』）
男塾死天王を束ねる将であり、死天王最強の男。無意識に邪鬼の影を踏まないなど邪鬼に対する忠誠心は非常に高い。かすり傷一つで相手を死に至らしめる愾慄流毒手拳の使い手であり、他にも武器主体の愾塵流を使う。
八連制覇では邪鬼に従えられ最終闘である天雷響針闘で桃・月光組と対決し月光を倒している。
天挑五輪大武會に並び称される喊烈武道大会（かんれつぶどうたいかい）で、出場者全員である五十人あまりの一流の格闘家たちを一分足らずで血の海に沈めたという伝説の持ち主。自らを神や仏などとは最も縁遠い男と語る。
天挑五輪では塾長の密命を受け、予選リーグで戦死したふりをして一時戦線離脱し、男塾チームを後方から援護するという役目を担い、実際に瀕死状態にあった富樫、飛燕、雷電を救出した。覆面を着用して男塾第二の助っ人 翔霍（しょうかく）として本戦にも姿を見せている。その後決勝戦で正体を明かし合流。また、この密命を受ける場面で学ラン姿を披露。翔霍としての行動中、邪鬼の影を無意識に避ける癖が抜けないがため、邪鬼に正体を即座に看破されたが見逃されている。
愾慄流（きりつりゅう）
毒手を主体とする流派。影慶は掌だけでなく脚も毒脚としている。
穿凶毒手（せんきょうどくしゅ）
死奥義。中国拳法秘伝中の秘伝で、巨象をも数秒で倒す劇薬を手にふりかけ、かすり傷一つで相手を絶命に追い込む。仕掛ける者も徐々に毒が皮膚に浸透していき命を絶つことになる。
天挑五輪以降では下記「毒手拳」の記述の通り毒手の修得過程そのものが変更された。
穿凶毒手拳幻睨界（せんきょうどくしゅけんげんげいかい）
毒手を回転させてその動きに注視させ幻惑催眠に引き込む。
毒手拳（どくしゅけん）
各種毒草・毒薬・毒虫を配合して入れた瓶を拳で突き、長い年月をかけて徐々にその毒を増強していくことで完成する殺人拳。かすり傷ひとつ与えるだけで相手を死に至らしめる。
眩蜻蛉（げんせいれい）
毒手に巻いていた包帯を取り外し、螺旋状に円を描くように振り回転速度を徐々に早めることにより目眩ましとする。
烈指翔（れっししょう）
愾慄流最終秘技。毒手の小指を食いちぎって飛ばし相手に食らわせる。

愾塵流（きじんりゅう）
武器戦闘を主体とする流派。八連制覇で使用した。
犇斧ヌンチャク（ほんふヌンチャク）
両端に斧状の刃のついた特殊なヌンチャク。変幻自在の動きと常人には見切れないスピードを誇る。
恟透翼（きょうとうよく）
水晶製のブーメラン。止まっている時は見えても一度指から離れるとその速さと回転によって完全に見えなくなる。影慶自身は難なくこれを受け止め、二枚の恟透翼での同時攻撃も可能。

##### 羅刹（らせつ）
声 - 稲田徹（PS2ゲーム） / 吉水孝宏（PS3ゲーム『魁!!男塾 〜日本よ、これが男である!〜』）
インド神話の闘神の名を持つ、男塾死天王の一人。あらゆるものを貫く指拳、鞏家兜指愧破の使い手。八連制覇では男爵ディーノを従え三番手で姿を現し、燦燋六極星闘で伊達・虎丸組と対決する。
飽くなき勝利への執念を持ち、かつて西国の長年に渡る宿敵に小隊共々捕らわれた際は三日三晩の地獄の拷問に耐え、山艶との戦いでは腕一本と勝利を引き換えにして、その代償をかすり傷と言ってのける男。その後の表彰式で、死天王で壟義盾行を行った際、両腕ともあった。
黒闇殺を使用するため煙幕を使用後、伊達が自分より研ぎ澄まされた超感覚を持っていることに気付くと（自分で仕掛けておきながら）卑怯と言ったり、失神した虎丸を盾にしようとするなど卑怯な部分も見られたが、敗北時にはそれらの行いを謝罪し、負けを認め自ら炎の中に飛び込む潔さも見せる。
邪鬼が登場した際の号令役でもあるが、邪鬼の登場に気付くのが遅れてか慌てて叫びがちである。
鞏家（きょうけ）
高所・暗所・水上・土中と、あらゆる戦場に高度に対応した流派。
兜指愧破（とうしきは）
鞏家極意。数々の奥義の基本となる指拳で、親指・人差し指・小指の三本を立てた状態で構え、その威力はあらゆるものを貫通する。
兜指愧破両段殺（とうしきはりょうだんさつ）
両手の兜指愧破による同時攻撃。
兜指愧破双指殺（とうしきはそうしさつ）
兜指愧破の構えのまま両手を組み、胸元を貫く一撃必殺の拳。
千麾兜指愧破（せんきとうしきは）
残像が見えるほどの兜指愧破で繰り出す怒涛の連続攻撃。
兜指関節砕（とうしかんせつさい）
兜指愧破で敵の腕の枢肘関節を破壊して外す。
兜指愧破土錐龍（とうしきはどすいりゅう）
鞏家最大奥義。跳躍から兜指愧破双指殺の構えで凄まじい勢いで回転落下し、地中に潜んで兜指愧破で地中をかき進み地上の敵を攻撃する。
土錐龍とは古代中国伝説の地に潜む魔物である。
妙活渡水の法（みょうかつとすいのほう）
己の体重を殺し、水面に浮かべた紙片に全体重がかかる寸前跳躍する体術。凄まじい修練と並外れた気の充実がなければ不可能。
鼯樵橤拳（ごしょうずいけん）
ムササビの動きを模した形象拳であり、木立など高所での戦いを得意とする。
滑空殺（かっくうさつ）
鼯樵橤拳の基本となる技で、ムササビのように滑空し飛翔する。
[糸亀]縛環（じょうばくかん）
1tの重さにも耐えるワイヤーでできたロープ・ダイヤモンドより堅いという白金鋼（はくきんこう）でできた鋼環で四肢を拘束する。
激震経破（げきしんけいは）
滑空殺で飛翔し、兜指愧破で各部位の中枢神経の集合節を破砕する。非常な激痛を伴う。
黒闇殺（こくおんさつ）
研ぎ澄まされた超感覚により、全く目の利かぬ闇夜や暗い屋内での殺傷を目的とした暗殺拳。
羅刹は煙幕を焚き擬似的に暗闇を作り出し、この拳の布石としている。

##### 卍丸（まんじまる）
声 - 千葉繁
男塾死天王の一人。中国拳法史上その暗黒の流れで恐れられている魍魎拳の使い手。八連制覇では蝙翔鬼を従え初戦で姿を現し、磁冠百柱林闘でJ・雷電組と対決する。モヒカン頭と鋼鉄製のマスクが特徴。喫煙者であり紙煙草や煙管を吸っている場面がある。
百人毒凶を制覇した「拳聖」。その指拳・烈舞硬殺指はマグナムスチールをも砕く威力がある。体術の頂点を極めており、幻瞑十身剥などの秘技を体得している他、頭には龔髪斧が仕込んであり、マスクにもふくみ針が仕込んである。初登場時には眉毛が無かったが、後に生やすようになる。
天挑五輪では二度に渡り、二人組の闘士対卍丸一人（実質）のハンディキャップ戦を征した。重傷を負ってもヘアスタイルの方を気にする洒落男だが、虎丸にハナモゲラ呼ばわりされてムキになることもある。
『天より高く』では、伊達組の組員となっており、EXPとの交戦の際に本人も登場している。
魍魎拳（もうりょうけん）
中国拳法史上その暗黒の流れとして恐れられた殺人拳法。暗殺拳の流れも汲んでおり、霧の中での戦いを最も得意とする。
烈舞硬殺指（れつぶこうさつし）
手刀による指拳で魍魎拳最大の奥義。
Jのマグナムスチール製のナックルを砕き、石柱をも大根のように両断する破壊力を持つ。
幻瞑十身剥（げんみょうじゅっしんはく）
素早い動きで十人の残像を作り目を錯乱させる。十人のうち実体は一人で後は虚像である。
霧が出た後に使用した技。後の贅魅爾戦では「五分身までが限界」だと解説されている。
幻瞑分身剥（げんみょうぶんしんはく）
五ツ身分身。
龔髪斧（きょうはつふ）
頭髪の中に仕込まれた武器。ブーメランのように往復し敵を狙う。卍丸のそれは魍魎拳十五代宗主である師・厳 訕嶺（げん せいれい）の形見でもある。
龔髪斧無限還（きょうはつふむげんかん）
魍魎拳奥義。獲物を捕らえるまで何度でも往復する。
龔髪斧大旋曲（きょうはつふだいせんきょく）
大軌道で旋回し、予測もつかぬ方向から敵を討つ。
龔髪斧襲尟界（きょうはつふしゅうせんかい）
相手の周囲を高速で旋回し動きを封じる。

##### センクウ
声 - 村国守平 / 置鮎龍太郎（PS3ゲーム『魁!!男塾 〜日本よ、これが男である!〜』）
男塾死天王の一人。魍魎拳に並ぶ暗黒拳、戮家殺人拳の使い手。八連制覇では独眼鉄を従え二番手で姿を現し、竜盆梯网闘で富樫・飛燕組と対決する。角張ったリーゼントヘアーが特徴。
前回の八連制覇で富樫の兄・源吉を死に追いやったのは邪鬼ではなく彼（と独眼鉄）であるとされている。しかし実際に彼が源吉と対戦し、直接手を下したかどうかは不明。
刃鋼線や足に仕込んだ刃物、殺人ゴマなど、死天王一華麗で多彩な技を持つ男。初期は一人称を「わし」と発言していた。後に黒薔薇をくわえて登場するなど耽美気味な美形キャラクターになった。薔薇の花には刃が仕込んであるが、これを戦闘に用いる描写はない。
無益な殺生は好まぬとして敵に止めを刺さず（天挑五輪では出場した2戦とも対戦相手に直接止めは刺していない）、決死の覚悟で立ち向かう相手には敬意を表し、相打ち覚悟の富樫を自らの一命を賭して命を救うなど、男塾にあって際立って情深い男でもある。天挑五輪では二度の戦いで一番手を務めた。
戮家の使い手なのだが、初めて見せた技は靡閃流薨砕拳。
戮家（りくけ）
魍魎拳と勢力を二分したと伝えられる暗黒拳。鋼線を使用した技の他、足技を得意とする。
千条鏤紐拳（せんじょうろうちゅうけん）
戮家秘伝の拳。目に見えぬほど細いが恐ろしいほど鋭く研ぎ澄まされた刃物のような鋼線をムチのように自在に操る技で、その細さと空気抵抗のないスピードのため肉眼で捉えることは不可能、そしてその威力は骨をも寸断するといわれる。
千条獗界陣（せんじょうけっかいじん）
戮家奥義。鋼線を張り巡らせて敵を包囲した後、無数の棘付きコマを鋼線の上に回転させ攻撃手段とする。このコマは指先一つで意のままに動く。
鏤紐拳縛張殺（ろうちゅうけんばくちょうさつ）
敵に鋼線を直接巻き切断する技。
鏤紐拳縛張脚（ろうちゅうけんばくちょうきゃく）
両脚の間に巻いた鋼線で倒立の姿勢から敵を切断する。
還輾盃（かんてんぱい）
戮家奥義。鋼線で敵の投擲武器を受け止め、そのまま回転させ投げ返す。
踊跳踵刃（ようちょうしょうじん）
戮家奥義。足に仕込んだ刃で、倒立の姿勢から流れるような円の動きで一瞬の隙もおかず攻撃を繰り出す。
烈繞降死（れつじょうこうし）
戮家奥義。両足で敵を蹴り上げ跳躍し、背後から拘束した上で地面に激突させる。
踵刃旋風脚（しょうじんせんぷうきゃく）
倒立した姿勢からの足技による息もつかせぬ連続攻撃。
烈繞降死に誘う罠として上空を死角のように見せている。

靡閃流（びせんりゅう）
八連制覇出陣の際、ただ一度のみ使用された。
薨砕拳（コウサイケン）
手刀での技。ナイフを一瞬で砕く破壊力を持つ。

#### 鎮守直廊三人衆

##### 独眼鉄（どくがんてつ）
声 - 佐藤正治
鎮守直廊三人衆の一人で万針房（ばんしんぼう）の番人。仁王流の使い手で、筋骨逞しい隻眼の男。ごつい体格ながら体操選手並みの身軽さを併せ持ち、鋼のごとく鍛え上げられたその肉体は、飛燕の操る鶴嘴千本で神経節を貫くことができない（ただし、後の宗 嶺厳による翔穹操弾は普通に通用している）。富樫の兄・源吉を殺したような発言をしていた（互いの口ぶりから言っても、彼かセンクウかどちらが殺したのか明らかでない）。アニメ版では左眼に眼帯を付けている。
天挑五輪予選リーグの狼髏館戦で三人衆の中で唯一、新技を見せること無く、宗 嶺厳に敗北。その後、男塾を腑抜けの集まり呼ばわりした嶺厳に激怒して襲い掛かろうとするが、翔穹操弾により独眼を潰され、さらに背骨を砕かれ死亡。男塾初の戦死者となる。
初登場時は常に「男とはなんぞや」と問いかけ、その答えを身体に聞く男らしい性格だったが、八連制覇では幾度となく飛燕をいたぶるサディスティックな性向を見せている。江田島によると「どでかい図体といかつい顔に似あわず照れ屋でやさしい心をもった男」であったらしい。
『天より高く』では生存しており、1コマのみながらも描かれている。
『極!!男塾』では鬼の面の男の不意打ちを受けて重傷を負うが、男塾の裏切り者の正体を知らせた。
仁王流（におうりゅう）
見かけによらずなかなかの身のこなしである。
號賽拳（ごうさいけん）
蹴りと手刀を繰り出す連続攻撃。わざと背後を取らせ錠枷殺大車輪への布石とした。
錠枷殺大車輪（じょうかさつだいしゃりん）
足で首を締め付け、一本の棒を軸に回転し遠心力で威力を倍増させる技。

釽舞大円盤（はくぶだいえんばん）
刃を仕込んだ巨大ヨーヨー。富樫と嶺厳には簡単に上に乗られ、飛燕には正面から受け止められオモチャ呼ばわりされる。

##### 蝙翔鬼（へんしょうき）
声 - 戸谷公次 / 古川登志夫（PS3ゲーム『魁!!男塾 〜日本よ、これが男である!〜』）
鎮守直廊三人衆の一人で垂溶房（すいようぼう）の番人。中国三大奇拳の一つ南朝寺教体拳の使い手で、得意技は天稟掌波と煌嗾蝙術。右手は義手になっており、刃物、屠殺風車などに付け替え可能。原作では普通の黒髪だが、アニメ版では銀髪となっている。
初登場時から八連制覇までは、腫れぼったい瞼をした老け顔の嫌味な人物であり、卑怯な戦法を使っていたが、天挑五輪になってからは面構えが変わり、細面の美形になった。戦術も変化し、煌嗾蝙術で多数の蝙蝠を操りながらも正攻法で闘った。
最期は拳兜稜卒の愛馬ユニコーンの角に背中から貫かれ死亡。月光が盲目であると見抜いており、その後を託す。
『私立極道高校2011』では生存している。『極!!男塾』では三面拳から男塾の裏切り者と疑われているが、ウラシマに自爆特攻する際に疑いが晴れ、そのまま死亡した。
南朝寺教体拳（なんちょうじきょうたいけん）
中国拳法史上その怪奇な技で魔性拳として恐れられた奇拳。暗夜にあってこそ真価が発揮される。
天稟掌波（てんぴんしょうは）
拳の気と風圧で真空波を発生させ、遠く離れた敵を切り刻む拳技。
宙空憑拳（ちゅうくうひょうけん）
足場の悪い闘場で真価を発揮する、身軽な体術からの足技を主体とした連続攻撃。
屠殺風車拳（とさつふうしゃけん）
風車の羽に刃がついたもので、義手である右手に装着。拳のスピードで高速回転する。
コミックスの重版の途中より「屠」の字が「賭」に変更されており、アニメ版においても放送コードに抵触するため「葬殺風車拳」と名称が改変されている。
屠殺風車（とさつふうしゃ）
風圧で刃が回転し骨をも引き裂く威力を持っている。こちらは爪先に装備して使用される。
煌嗾蝙術（こうそうへんじゅつ）
中国河南省山奥に生息する、吸血性にして5kgもの揚力があるといわれる攣鵠蝙蝠（れんこくこうもり）の群れを操る怪拳。蝙蝠は相手の動きを超音波の反響で察知し攻撃を避けるため、撃ち落とすのは容易ではない。吸血力も凄まじく、3匹程度に同時に吸血されるとあっという間に血液をすべて奪われてしまうと言われる。
乖宙浮遊體（かいちゅうふゆうたい）
蝙蝠を足場とし自在に浮遊する。
驟蝙形象體（しゅうへんけいしょうたい）
号令一下蝙蝠を集合させ、巨大な蝙蝠の陣形を組み、自らはその上に乗り同時攻撃を仕掛ける。
遮蔽闇體（しゃへいあんたい）
煌嗾蝙術最大の秘技。敵の目前で一匹の蝙蝠の翼を広げて視界を塞ぎ、その一瞬に全ての蝙蝠を敵の影に身を潜ませ、隙を見て一斉に襲い掛からせる。

謝砕節（しゃさいせつ）
中国宋代、拳闘士の決闘などで勝利の証に勝者が敗者の両手の指の第一関節から全て折り、拳を一生使えなくして封じたという拷問。食事だけはできるよう右手の親指と人差し指だけは残した。
義手
麻痺毒つきの短刀の他、賭殺風車拳、止めの大角で使用された。

##### 男爵ディーノ（だんしゃく ディーノ）
声 - キートン山田 / 服巻浩司（PS3ゲーム『魁!!男塾 〜日本よ、これが男である!〜』）
鎮守直廊三人衆の一人で紫電房（しでんぼう）の番人。棘殺怒流鞭、死穿鳥拳、地獄の魔術の使い手。シルクハットにカイゼル髭の異彩を放つ風貌で、普段は慇懃で言葉遣いも丁寧な紳士だが、存外気は短く、切れると口調が一変する。ワインにはこだわりがあり、シャンピニオン・スペチアーレの白、15年ものしか飲まないという。西洋かぶれの人物ではあるが、下着は男塾の校則に準じて褌を着用している。
当初は調教師のような姿だったが、天挑五輪決勝リーグでは魔術師風の黒マントを纏いトリッキーな戦法で戦うスタイルへと変貌。数々のトリックを使いこなす闘法で、梁山泊十六傑の酔傑に対し比較的優位に立っていたものの、酔傑の卑怯な手にはまり致命傷を負い、酔傑を道連れに激流の川に飛び込んだ。鎮守直廊三人衆の中で唯一、対戦相手を倒した人物。
『天より高く』には登場しなかったが、『曉!!男塾』にて存命していた。
『極!!男塾』では、大豪院邪鬼のために独眼鉄を暗殺しようとしていたことにより男塾の裏切り者と判明している。シルクハットの下には手品に使用する発信機とアンテナが付けられている。阿們・呍們のコンビを圧倒するが、宋江将軍の護狼真流により致命傷を負う。威硫時穏罵多怖雷によって宋江将軍の両手の中指の薬を剥がしてラグビーを破裂させて先の棘で宋江将軍を倒したが、胸板の下には既に護狼真流に貫かれ、決着後自らのカード型の爆弾により自決した。
棘殺怒流鞭（きょくさつどるべん）
無数の棘がついた鞭で、一度巻きつけば石柱をも粉々に砕く破壊力を持つ。
葡蛇撃嵐（ほじゃげきらん）
棘殺怒流鞭による怒涛の攻撃。
デッドボーン・ハンギング
アメリカ開拓時代の西部で牛泥棒などに対し行われたとされる拷問。首にロープを巻きつけ馬で引くものだが、馬は使用しない。
怒流鞭での技ではないが紫電房で虎丸に使用し、さらに剣山つきの鉄板で苦しめていた。

死穿鳥拳（しせんちょうけん）
明朝末期・宋 大源（そう たいげん）により完成された。中国雲南省原産・鷲鷹科の猛禽である死穿鳥を飼い慣らし、嘴に即効性の激毒を塗り殺人鳥に仕立て己の拳法と同時攻撃する。
ディーノはシルクハットの中に死穿鳥を潜ませており、棘殺怒流鞭との同時攻撃を行う。
地獄の魔術（ヘルズ・マジック）
ヨーロピアン魔殺術（キラー・マジック）とも呼ばれ、人の視覚の盲点をつき心理の裏をかく手品・奇術・魔術を恐怖の殺人技として完成させ、芸術の域まで発展させた戦闘術。
ゾリンゲン・カード
縁が研ぎ澄まされた刃物に加工されているカードを投擲する。空気との摩擦で発火する揮発性の油を塗り、燃え上がるカードとすることも可能。
眩魔切断術（ミラクル・カッター）
煙幕を焚いて視界を一瞬遮った中で敵の攻撃をくらい、胴体を境に上下真っ二つに切断されたと見せかけてズボンや靴を地上に残し、自身の下半身は地中に埋めて偽装。相手が近づいた際に飛び出してカードの一撃を浴びせる。斬られて出血したように装うのは腹に巻いたニワトリの血袋による。
奇跡の杖（ミラクル・ケイン）
地獄の魔術奥義。敵の槍にカードで切れ込みを入れ、目を逸らした隙に折って口にくわえ口内を貫かれたように見せかける。血は舌を噛み切ったものである。
（名称不明）
蝋で作ったダミーの頭を利用して首を切り落とされた振りをし、シルクハットを拾って元通りに戻る。最初は相手への挑発と思わせたが、本来の目的は「倒しても本当に相手を葬ったのか死を確認させる」よう心理を誘導させるもので、眩魔切断術・奇跡の杖の布石となった。
威硫時穏罵多怖雷（イリュウジオンバタフライ）
蝶ネクタイを無数の蝶に変化させ、敵を襲う技。宋江将軍の指の薬を移植させた。無数のコウモリにも変化させることができ、藤堂を三面拳から逃がしたこともある。

### 新一号生

#### 東郷 総司（とうごう そうじ）
先割れの学帽に下駄というバンカラスタイルに書生風の外套をまとった男。一発だけ弾が発射されるロシアンルーレットの男塾入学試験で、四発の弾を追加し六分の五の確率で弾が発射されるようにしながら躊躇無く引き金を引く度胸の持ち主。
入学早々男塾総代を賭け、バイクを武器に桃に挑んだが器負けをする。その後、江田島救出のために七牙冥界闘（バトル・オブ・セブン・タスクス）に参加。
バイク殺法
乳母車に乗るより早くバイクに乗っていたと自称し手足のように操る。柱を駆け上がっての急降下攻撃を見せ、断崖絶壁を乗車したまま駆け降り、激流を流れる丸太の上を一輪走行で自在に跳ね回る。
錠つきチェーンを振り回し武器にする他、前輪の両側にはボタン一つで飛び出す仕込み刃がセットされている。

#### 天挑五輪で男塾と闘った面々
それぞれの詳細は天挑五輪大武會を参照。七牙冥界闘後は二号生に編入されている。
- 宗 嶺厳（そう れいげん）
声 - 古川登志夫（PS2ゲーム）
- 朱 鴻元（しゅ こうげん）
声 - 曽我部和恭（オーディオドラマ）
- 鄧 罦傑（とう ふうけつ）
- ファラオ
声 - 島田敏（PS2ゲーム）、沢木郁也（オーディオドラマ）
- 泊鳳（はくほう）
声 - 野島健児（PS2ゲーム）
- 蒼傑（そうけつ）
声 - 森功至（オーディオドラマ）
- 藤堂 豪毅（とうどう ごうき）
声 - 戸谷公次（PS2ゲーム）
- ゴバルスキー

他にも、名前は登場していないが、坊ちゃん刈りで、男塾に関しては入塾前から何でも知っていると豪語する後輩が登場。天挑五輪大武會の男塾メンバーの名前や戦力について学友らに語っていた。しかし富樫と虎丸のことは顔さえも知らずに馬鹿にしたため、本人ら二人に追い回された。
また、”闇の牙”の刺客が3名入塾し潜入、江田島の捕縛に成功している。

### 塾生（曉）
- 江戸川（えどがわ）については、#江戸川（えどがわ）を参照。

#### 剣 獅子丸（つるぎ ししまる）
声 - 石川英郎（PS2ゲーム）
『曉!!男塾』の主人公。男塾一号生。後に男塾総筆頭となる。剣桃太郎の一人息子で、母親が外国人のハーフのため青い瞳を持つ。男塾への入塾前は世界中を放浪し、時にはその道の達人に師事して各種の技を体得していた。幼少の頃は父・桃太郎より技の手ほどきを受けたこともある。父親を超えた、などと時折言われるが、完全無欠だった父親とは違い未熟な面も多い。ソドム編で現男塾三号生筆頭である江戸川に認められ、男塾総代として任命される。だがその際「絶対やだぞー!!」などとも言っており、少々現代っ子っぽさはあるようである。風雲羅漢塾との「裏箱根地獄駅伝」では最終走者として活躍した。
心眼剣（しんがんけん）
目をつぶっての一瞬の居合い抜き。詳しくは#心眼剣を参照。
暹氣虎魂（しんきふうこん）
王虎寺超秘奥義。詳しくは#暹氣虎魂を参照。
氣功闘法（きこうとうほう）
氣を用いた闘法。詳しくは#氣功闘法を参照。
千手観音突き
剣無限流の技。高速の連続突き。
念想透化體
烈禪寺超絕奧義。自然と一体化して姿や匂いを消す。

#### 黒巣 信長（くろす のぶなが）
男塾の超問題児で信長のようなスタイルの人物。日本人のプロレスラーが打ちのめされたことに日本を侮辱されたと感じ、試合中の外人レスラーをぶちのめし、在日米軍基地に単独攻撃するなどをし、投獄されていた。本来なら出て来られるはずではなかったが顔の広い塾長により開放される。出所してから、一号生として獅子丸たちと共に活躍する。
外人嫌いで、大きく「攘夷」の文字を学ランの背に描き、獅子丸に対しても「どうして男塾に外人がいやがる」と敵対心を出していたが、その後米軍兵士との戦いの中で獅子丸の実力を認めた（以降は外人嫌いの描写はほとんどなくなり、先述の学ランも着なくなった。また獅子丸も、その時に信長を認めている）。
捨て子だったという過去も背負っているが、捨てた親を恨んだことは一度もないらしい（母親の残した手紙が、母親自身の涙で読めないほど文字が滲んでいたため）。バラモン編からは悟空とコンビを組んでコミカルな解説実況役になっている。風雲羅漢塾との「裏箱根地獄駅伝」では第1走者として活躍した（途中で増水した川で流される子犬を助けてルール上は失格となったが、対戦相手である伊賀辰造は信長の上陸地点で共に再スタートを切り、モニターで見ていた江田島、熊田の両塾長も「甘い男」と言いつつ不問とした）。
無限流活殺術という古武術の使い手で下駄や傘などの日用品や身の回りのものなどを使った格闘術が得意。

#### 赤石 十蔵（あかし じゅうぞう）
関東最大の暴走族「金蜥蜴」総長にして、元男塾二号生・赤石剛次の息子。幼少時、父に憧れるあまり、勝手に父の愛刀を持ち出して灯籠切りに挑んで失敗。これに怒った父に「修行のため」として左目を斬られ、失明し隻眼となった経緯もあり、父に反発して暴走族を組織し、暴れ回っていた。父から受け継いだ一文字流斬岩剣を武器に、あらゆるモノを斬る。獅子丸との戦いで改心し、「金蜥蜴」は解散。男塾一号生となって、獅子丸と共に活躍。父親譲りの決め台詞「この世に斬れぬものはなし」は健在。男塾入塾に際し、かつて父が着ていた肩アーマー付きの学ランを、父から受け継いでいる。
一文字流
斬岩剣
一文字流の技。#斬岩剣を参照。
烈風剣
一文字流奥義。#烈風剣を参照。
斬岩念朧剣（ざんがんねんろうけん）
一文字流秘奥儀。刀に自らの闘気を込めて攻撃する闘気剣。

#### 張悟空（ちゃんごくう）
ワールド男杯台湾代表として初登場。ソドム編以降、男塾塾生として入塾し、レギュラーの座に就く。
「奥義の総合商社」を自称し、孫悟空を真似た伸縮自在の棍や鳥・昆虫でカモフラージュしたキン斗雲を使用したりする。また大猿から奪い取った尻尾を移植しており隠し武器として使用する。
「自分は孫悟空の生まれ変わり」と主張しているが、さらにその後、直接の子孫であることも明かしており（その際、三蔵法師の子孫の弟子が師匠であることも明かす）、体内には猿の血が流れている。バラモン編からは信長と一緒になってギャグ要員を務めている。また、終盤では大豪院煌鬼とも戦い、その際に月を間近で見たため煌鬼の何倍もの体躯を持つ大猿に変化した。

#### 呉袁紹（ごえんしょう）
ワールド男杯中国代表として初登場。ソドム編以降、男塾塾生として入塾し、レギュラーの座に就く。前作でも登場した中国拳法の総本山とされる神拳寺の若きエース。穏やかな風貌をしているが実力は獅子丸に匹敵し、新生男塾の主力となる。実は幼少期に熱病を患い、それ以来後遺症として視力を失っている。
神拳寺奥義水鏡漿（すいきょうしょう）、針鼠髪（しんそはつ）、髪雷驚（はつらいきょう）、究極絶対奥義『魁』（獅子丸の魁とは異なる、防御技としての『魁』）などを体得している。

#### 大豪院 煌鬼（だいごういん こうき）
かつて男塾の帝王と呼ばれた三号生筆頭・大豪院邪鬼の息子であり、男塾特号生。今は亡き邪鬼の忘れ形見（『暁』において邪鬼は天挑五輪のスパルタカス戦で死んだことになっている）であり、大豪院流の技を引き継いでいる。
性格は不遜・尊大・非情であり、自分以外をいっさい認めず、師であり祖父でもある大豪院鐘鬼（だいごういんしょうき）を自らの手で殺している。だが、尊大な態度でありながらも同じ塾生や塾長は大事にするという邪鬼らしい面も引き継いでいる。
瑪羅門一派との戦いで死んだかと思われたが、遺体は五芒真理星教によって回収されて蘇生しており、そのまま彼らの意のままに操られていたが、悟空との戦いの余波で暴かれたヒミコの素顔に大爆笑したことで解放される。五芒真理星教の本拠地から脱出する際に死亡したかと思われたが、王大人によって救い出されていた。
『極‼男塾』ではJらと共に、天下無双号に乗り込み冥凰島へ向かう。聖紆塵との闘いでは、わずか3歳で元服となったことが判明した。
真空殲風衝（しんくうせんぷうしょう）
大豪院流奥義。詳しくは#真空殲風衝を参照。
真空殲風衝旋回脚（せんかいきゃく）
大豪院流超絶奥義。脚の回転によりカマイタチを発生させる真空殲風衝の派生技。
冥王炸裂波（めいおうさくれつは）
大豪院流極超奥義。怒りのエネルギーで爆発させる。
鬼念数珠（きねんじゅず）
祖父・鐘鬼の形見。

#### 江田島 魁（えだじま かい）
最終話直前に登場した江田島平八の実子で獅子丸たちと同年齢。毬栗のような「バリバリ頭」で、逆上すると一層逆立つ。母親は森田幸子の遠縁筋であり彼女と顔が瓜二つで、平八と相思相愛で恋愛結婚して生まれた。
小学生（当時7歳）の頃に母親を交通事故で亡くし、母親の仇である酒気帯び運転をしていた男を酒瓶で叩きのめす。単身中国に渡り拳法寺に道場破りをしながら腕を磨く。その後日本に帰国し、渋谷を庭場とする三十人の不良たちで構成された不良集団「X軍団」総長となる。成り行きで闘うことになったX軍団と男塾の戦いに参加し、改心。一から男を磨き直すべく、X軍団を解散し、メンバー全員と共に男塾に入塾した。
上記の母親を殺した酒気帯び運転の男がハゲ頭だったことから、平八を含むハゲ頭を見ると冷静でいられなくなるが、獅子丸との戦いで克服した。平八の若い頃と良く似た性格で、中国各地の拳法寺への殴り込みで磨き上げた我流拳法を使い、獅子丸には若干劣るもののかなりの腕で、時には気合と根性で乗り切るなど平八の血を受け継いでいる。
桃太郎からも「いい眼をしている」とそれなりに期待している。最終話にて、卒業する獅子丸が身に着けていたハチマキを獅子丸から託された。

#### その他
日登 直樹（ひのぼり なおき）
男塾一号生筆頭。禿頭が特徴で喧嘩っ早いが情には厚い男。入塾前の獅子丸に風紀の一環と称して突っかかったが返り討ちにあっている。また安藤とも因縁があり、当初は陰険な態度をとっていた。しかし度胸試しに高速道路横断を敢行した安藤の根性に感銘を受け、次第に友好的に接するようになった。筆頭としてそれらしいところはあまりないが、ここぞというところで体を張る度胸は持っている。陸上でインターハイにも出場した経験があり、風雲羅漢塾との「裏箱根地獄駅伝」においては、第3走者として活躍した。亜流魔偈呑（アルマゲドン）の応援時、副筆頭となっていることが判明した。自分が男塾に入塾すると親に話した際は、泣いて喜ばれたとのこと。
安東 洋明（あんどう ひろあき）
男塾一号生。中途半端に刈られた頭が特徴。親の威を借る狐であったが叔父の伊達によって無理矢理男塾に編入される（獅子丸と同日に男塾に転入）。以後は段々と根性が芽生え始めている。風雲羅漢塾との「裏箱根地獄駅伝」においては、第2走者として活躍した。
林 正治（はやし しょうじ）
男塾一号生給食係。パイナップル頭と体の大きさが特徴。ワールド男杯の信長vsツェタン・ラマ戦において、憑依されながらも自らを犠牲にして武器を手渡し、信長の勝利に貢献した。後に男塾の財政難を救うため、超絶悶絶大喰い大会に出場するも、後一歩及ばなかった。
ブルー・ザ・マクドナルド
男塾一号生。通称マック。米国人の巨漢のプロレスラーで信長と一悶着を起こしたが男塾塾生たちに敗れる。その後卑怯な手段を使ったことでJに殴り倒されたことから、自ら男を磨き直すために男塾に入塾する。当初は片仮名台詞だったが、途中から完全に日本語化する。
ケント
X軍団のNO.2。元は天才的な高校野球の選手で、甲子園で二年連続春夏優勝を決めた優勝投手であり、プロ野球や大リーグからも獲得の動きがあるほどだったが、魁と出会ったことで彼に憧れ、全てを捨ててX軍団に入る。男塾との戦いではそのピッチャーとしての能力と不良の反則攻撃を駆使して闘ったが、獅子丸に敗れる。その後、魁を含むX軍団のメンバー全員と共に男塾に入塾する。
シン
ワールド男杯インド代表として初登場。巨体に似合わぬ素早さと、粉末状火薬と口の中に仕込んだ火打石を利用した火吹きや、ターバンに仕込んだコブラを使い戦う。後に男塾に入塾。男杯からの入塾組として呉袁紹と張悟空以外で唯一、活躍の機会を与えられソドム七福神の大黒天と死闘を演じた。
オゴタイ・ハーン
ワールド男杯モンゴル代表として初登場。チンギス・ハーンの末裔であり、馬術と馬上での剣術を得意とし、赤石十蔵を苦戦させた。後に男塾に入塾。
イワン・ユニベスキー
ワールド男杯ロシア代表として初登場。張悟空に一蹴されるが、濃硫酸に落ちても音を上げない根性の持ち主。後に男塾に入塾。
アントニオ・グレコ
ワールド男杯スペイン代表として初登場。闘牛士戦法を使うが気障な振る舞いも行い小手先の技を使う小物。技術はそれなりにあり、張悟空戦で消耗していた獅子丸をなかなかに苦しめた。後に男塾に入塾。
ツェタン・ラマ
ワールド男杯チベット代表として初登場。チベット密教の秘術、驚異の再生能力や憑依戦法を使う僧侶。本来チベットは中国の自治区であり国では無いが、特例としてワールド男杯出場が認められた。後に男塾に入塾。七福神軍団との戦いでは、悟空や赤石をチベットの密教の秘薬や秘術で治療し、救護員的な存在となった。
シラノ・ド・ベッソン
ワールド男杯フランス代表として初登場。フェンシングを使う。後に男塾に入塾。男杯でもアルニョ・カレロに軽くやられたが、ソドム編でも弁財天に軽く倒される（珍しく生死不明）。大きな鼻が特徴。
アルニョ・カレロ
ワールド男杯レモニスタン代表として初登場。ターバンに仕込んだ蠍などのゲリラ戦法を使い、勝利のためなら手段を選ばないが必要悪と割り切っている。独立した祖国の名を挙げるべく、優勝賞金が出ないのを承知の上で男杯に出場した。男杯では相棒メルバと共に獅子丸たちを苦しめた。右目の眼帯の中に小型時限爆弾を仕込んでおり、獅子丸たちとの戦いで敗北したことを認めず起動するも、王大人の幻術で見せた祖国の少年兵を目の当たりにしたことで改心し、自ら爆弾を取り外し無力化した。後に男塾に入塾。
ジェロニモ
ワールド男杯アメリカ代表として初登場。男杯では呉袁紹の水鏡漿で身体を操られ、相棒スターマンの脳天にトマホークを振り下ろしてしまい敗退となった。後に男塾に入塾。
韓翔卓（かんしょうたく）
ワールド男杯中国代表として初登場。中国拳法と卓球を合わせた技を使う。後に男塾に入塾。
張飛（ちょうひ）
ワールド男杯中国代表として初登場。スケートやエアホッケーを用いた拳法を使う。後に男塾に入塾。

## 教官
江田島 平八（えだじま へいはち）
声 - 郷里大輔 / 石塚運昇（PS3ゲーム『魁!!男塾 〜日本よ、これが男である!〜』）
男塾の塾長。

王大人（ワン ターレン）
声 - 沢木郁也
男塾塾長代理。ラーメンの丼を逆さにしたような頭髪と「八竜」の刺青が特徴。江田島平八の旧友であり（日本に留学していた時に知り合う）、その実力はかつて中国拳法の総本山とも言える神拳寺で拳皇の座を争ったほどで、江田島に迫るものを持つ。登場時は漢字のみの中国語風の台詞を話していた。中国三千年の秘を修めた医術と幻術に秀でており、塾生たちの治療および試合時の死亡確認を担当する。好物はラーメン。
自称「江田島より話が分かる」とのことで、七牙冥界戦前の結団式では塾生たちに飲酒を許可している。
江田島より多少年上。かなりの高齢にもかかわらず『私立極道高校2011』の時代になっても現役で活動している。
『曉!!男塾』でも引き続き、非常時には塾長代行を務めたりもする。バラモン編で紅神龍に敗れ、死んだと思われていたが、実は生存しており、藤堂らを陰で救出するなどの活躍を見せた。
降龍天臨霹（こうりゅうてんりんへき）
神拳寺秘奥義。神拳寺に伝わる二つの幻の奥義の一つで、両端に羽状形態を有する杖・棍などを尋常ならざる速さで回転させ飛行する。手首の力はもちろんのこと、ずば抜けた平衡感覚が必要とされ、王はこれに独自の改良を加え杖の先の羽を刃とし、凄まじい回転力から生み出される斬れ味で急降下攻撃を仕掛ける。
幻術
王は強大な幻術の使い手でもあり、その念の力は中国拳法の総本山である神拳寺の修行僧を一網打尽にし、同じく幻術を得意とし神拳寺三将最強と呼ばれる智蒋をも全く相手にせず容易く仕留めるほどである。
延命氣
自身の気の力で、一時的に死に体の者を生き返らせる技。その際、対象者の額に小さな勾玉の模様が輪になって浮かび上がり、時間がたつとともに勾玉に色がなくなってゆき、全ての勾玉から色が消えると完全に死んでしまう。
裝演體
変装術。
昇龍天邂靂（しょうりゅうてんかいれき）
神拳寺秘奥義。巨大な竜巻を巻き起こし敵を舞い上げ地面に激突させる。本来は宿敵である拳皇の技だが、続編「暁」において錫杖を持って使用した。

鬼ヒゲ（おにヒゲ）
声 - 千葉繁
本名・鬼田軍吉（おにだ ぐんきち）。一号生の専任教官。ヒゲ面で鬼教官そのものの風体であるが、セコい性格で利己主義的。しかし、時折塾生を心配する面も見せるなど、根は塾生思いで、彼なりに愛情を持って接している。問題に間違えるとすぐに竹刀で叩くなどスパルタ指導を行っているが、教官たちの間ではこれでもかなり甘い指導らしい。「驚邏大四凶殺」に先立つ回想シーンで、入塾当日の塾生たちの尻を「男塾精神注入棒」で叩いたところ虎丸に放屁され激怒、独悔房に送り込んだ。授業以外では原宿に行き、女性をナンパしているがいつも逃げられている。誕生日は5月5日。血液型はB型。身長180cm、体重110kg。スリーサイズはB130 W101 H118。男塾には20年以上勤めている。
アニメ版では剣道着のような衣装に変更となった。南野陽子のファンらしく、第12話で桃太郎に「重要任務」と称して写真集を買いに行かせていた。塾長が留守中は男塾塾長臨時代理を務めたことがある。
『曉!!男塾』においてもいまだに現役であり、息子である軍平が登場（軍平は暴走族「金蜥蜴」の制裁で殺されてしまったため、登場は回想のみ）。塾生をかばってまで自殺しようとするなど、ポジティブな描写が増えている。
飛行帽（ひこうぼう）
声 - 田中亮一 / 今村直樹（PS3ゲーム『魁!!男塾 〜日本よ、これが男である!〜』）
教官の一人。マイホームパパで、妻、息子ともに飛行帽をかぶる。かなり自分に甘く他人に厳しい性格。原作では第1話において一号生に「直進行軍」を課したが、行軍中に自宅前に着いたため中止したところ「直進あるのみ」と塾生たちに破壊される。
アニメ版では破戒僧のような衣装で、呼び名は「乱気流」（らんきりゅう）、度々態度が変わることが由来している。また家族は妻と娘に変更され、尻に敷かれており、度々ローンのことで頭を悩ませている。
『曉!!男塾』にも登場しているが、描写は少ない。
鉄カブト（てつカブト）
声 - 沢木郁也
教官の一人で正式名称は不明とされる。その名の通り鉄カブトをかぶり、丸眼鏡とヒゲが特徴。ドイツ兵風の格好をしており、初登場時にはナチスの腕章を付けていた。原作では「光り物を抜くと血を見るまで止まらない」と自称し、第1話で寮からブリーフが発見されたことに対し「褌以外の下着を認めない」とし、日本刀を抜いて塾生を問い詰めた。
アニメ版では顔が変わり、呼び名は「忍者」（にんじゃ）。その名の通り地獄耳で、一号生と二号生の御対面式を偵察するなどしていた。
実写映画版では名前が「覇跿萬」に変更されている。
『曉!!男塾』にも登場しているが、描写は少ない。
権田 馬之助（ごんだ うまのすけ）
声 - 戸谷公次
男塾の学生寮「男根寮」（アニメ版では「怒根性寮」）の寮長。フランス料理のエスカルゴと称して普通のカタツムリを食わせるなどゲテモノ料理を出し、それ以外にも傷薬と称してタバスコとワサビを塗るなど、塾生に理不尽なシゴキを行う。一号生の椿山清美との「竹林剣相撲」の試合で愛鳥の「ピー子」を焼き鳥にして食べたことで椿山の怒りを買い、敗北する。アニメ版では「カミソリ流」を習得していて、免許皆伝である（第9話）。
『曉!!男塾』でも引き続き「男根寮」の寮長を務る。相変わらずゲテモノ料理を出したり、風呂を80℃の熱湯風呂にしたりして塾生を悩ませる存在であるが、鬼ヒゲ同様に彼なりに塾生に愛情を持って接していることが窺えるポジティブな描写が増えている。今作においては、塾生たちが喜ぶと思い込んで嬉々として食材を収集したり、自らもその料理を酒のつまみとして食べており、本人がゲテモノ料理好きということが明らかになった。男塾の財政が悪化して満足な食事が提供できなくなった時には、同情的な発言をしており、自ら解決策を塾長に提言している。
鬼蛸 入道（おにだこ にゅうどう）
男塾訓練科教官、三海魔王の一人で赤鬼島の島主。入道頭の大男。その容貌に反して毎年の合宿で人食い鮫（スピルバーグから払い下げてもらったロボット）との八百長勝負を行って塾生の人気取りをしようとするなどセコイ所がある。得意料理はフグ料理だが、無免許。
遠泳の際、上記の鮫型ロボットを使った八百長芝居で一号生たちから尊敬を集めようとするが、桃たちによって破壊されてしまい、さらには信憑性を高めようと一号生たちに持たせた鶏肉に本物の鮫の群れが寄ってきてしまい、その内の一匹に追い回され、尻を噛まれる羽目になった。
キャプテン鱏破布（キャプテン エイハブ）
男塾訓練科教官、三海魔王の一人で青鬼島の島主。『白鯨』のエイハブ船長ばりの扮装で、同じく白い魔鯨（モビーディック）を宿敵と定めている。カナヅチ。最後には鯨に食べられ、胃の中で脱出法を考えていた。それからは胃の中で鯨が食べた魚を食料にして命を繋ぎ、数か月後に近隣の海岸に漂っていたクジラの糞の中から発見されたらしい。
乱坊少佐（ランボー しょうさ）
男塾訓練科教官、三海魔王の一人で金鬼島の島主。軍特殊部隊出身。塾生に向けていきなり発砲し、授業では本物のダイナマイトや地雷を用いる。「コマンドナイフの訓練」と称したチェーン・デスマッチを桃と行うが、桃相手に手も足も出ず敗れた。その後、近くの漁船に救出されたとのこと。
教頭
声 - 佐藤正治
アニメオリジナルキャラクター。江田島の秘書的存在。「〜と塾長はおっしゃられる」と江田島の言葉を通訳することが多い。
一号生担当の武道教官
声 - 掛川裕彦
本名は不明。伊達が在籍時、男塾に武道を教えるために来た新任教官。血気盛んな性格で伊達の顔に六方面痕を刻んだ張本人。横暴が過ぎたため、伊達によって惨殺される。江田島からも「チンケな奴」と評されていた。

### 教官（曉）
『曉!!男塾』初登場の教官のみ。
安松 哲平
男塾一号生専任教官。「新入り（サラ）殺しの安松」と言われているが、登場回数は少ない。
大河内 民明丸（おうこうち みんめいまる）
民明書房というあらゆる拳法に精通した出版社の代表取締役。江田島の旧友で齢百歳を超えているが、自身が取材した中国秘術により、初老のままの外見をしている。闘いに挑む塾生の知恵袋として旅に同行する。なお、この漫画で度々登場する架空の出版社・民明書房は、彼の会社である。
マスクマン
亜流魔偈呑（アルマゲドン）に男塾メンバーとともに参戦した紅い学ランを着た謎の人物で、幾重にもマスクを被り、正体を隠している。大菩薩流の拳法を扱い、闘着「零坐零差（レーザーレーサー）」の開発会社と専属契約を行っている。
その正体は藤堂兵衛で、ゼウスとの戦いで戦死したと思われたが、王大人によって救い出されていた。